# Бритов, Ким Николаевич
Ким Николаевич Бритов (8 января 1925, Собинка, СССР — 5 января 2010 или 10 января 2010, Владимир) — художник-живописец. Заслуженный художник РСФСР (1978), Народный художник Российской Федерации (1995), обладатель Золотой медали Российской Академии художеств (1997), лауреат премии имени И. И. Левитана (2002), почётный гражданин города Владимира (2003).

## Биография
Родился в Собинке в 1925 году. Детство провёл в Коврове, где получил первые уроки рисования у Сергея Михайловича Чеснокова. В 1938 году после ареста обоих родителей вместе с сестрой переехал к старшему брату во Владимир. Работал токарем, электросварщиком на железнодорожной станции. Был участником Великой Отечественной войны. Добровольцем ушёл на фронт в 1943 году, служил в артиллерийской разведке. Награждён медалью «За отвагу».
В 1945 году поступил во Мстёрскую художественную школу промысловой кооперации, откуда ушёл с 4 курса в 1947 году — писать картины не позволяла тяжёлая рана руки, полученная на фронте. В 1948—1955 годах обучался во Владимире в художественной студии при Доме народного творчества у Николая Петровича Сычёва.
В 1954 году вступил в Союз художников СССР. В течение десяти лет (1956—1965) был председателем Владимирского областного отделения Союза художников РСФСР.
В 1960 году работы Бритова и других владимирских художников (Владимира Юкина, Валерия Кокурина) экспонировались в Москве на республиканской выставке «Советская Россия», после которой «владимирский пейзаж» был замечен общественностью. Ким Бритов является одним из основателей этого самобытного направления в русской пейзажной живописи, отличающегося декоративностью, яркостью цветовых сочетаний, необычностью образов и художественного языка, эмоциональностью, оптимизмом и любовью к родной земле.
В 1975 году состоялась первая персональная выставка живописца. За 60 лет творческой деятельности он написал около трёх тысяч картин, большей частью которых являются деревенские и городские пейзажи, участвовал более чем в 200 выставках — в Москве, Санкт-Петербурге, Владимире, а также за рубежом, совершил ряд творческих поездок по стране, работая в Карелии, Мордовии, на Урале. В 1997—2003 годах преподавал на художественно-графическом факультете Владимирского государственного педагогического университета.
Работы Кима Бритова наиболее полно представлены во Владимиро-Суздальском историко-художественном и архитектурном музее-заповеднике, также хранятся в Государственной Третьяковской галерее, Государственном Русском музее, Музее Ким Ир Сена (КНДР), Академии Искусств (Истон, США), Ново-Мюнхенской картинной галерее (Германия), частных коллекциях в России и за рубежом.

Мемориальная доска во Владимире

Умер 5 января 2010 года.

## Память
Похоронен на Аллее Почёта кладбища Высоково (Улыбышево).
Мемориальная доска на д. 7В по Княгининской улице.